# Deckenia nobilis

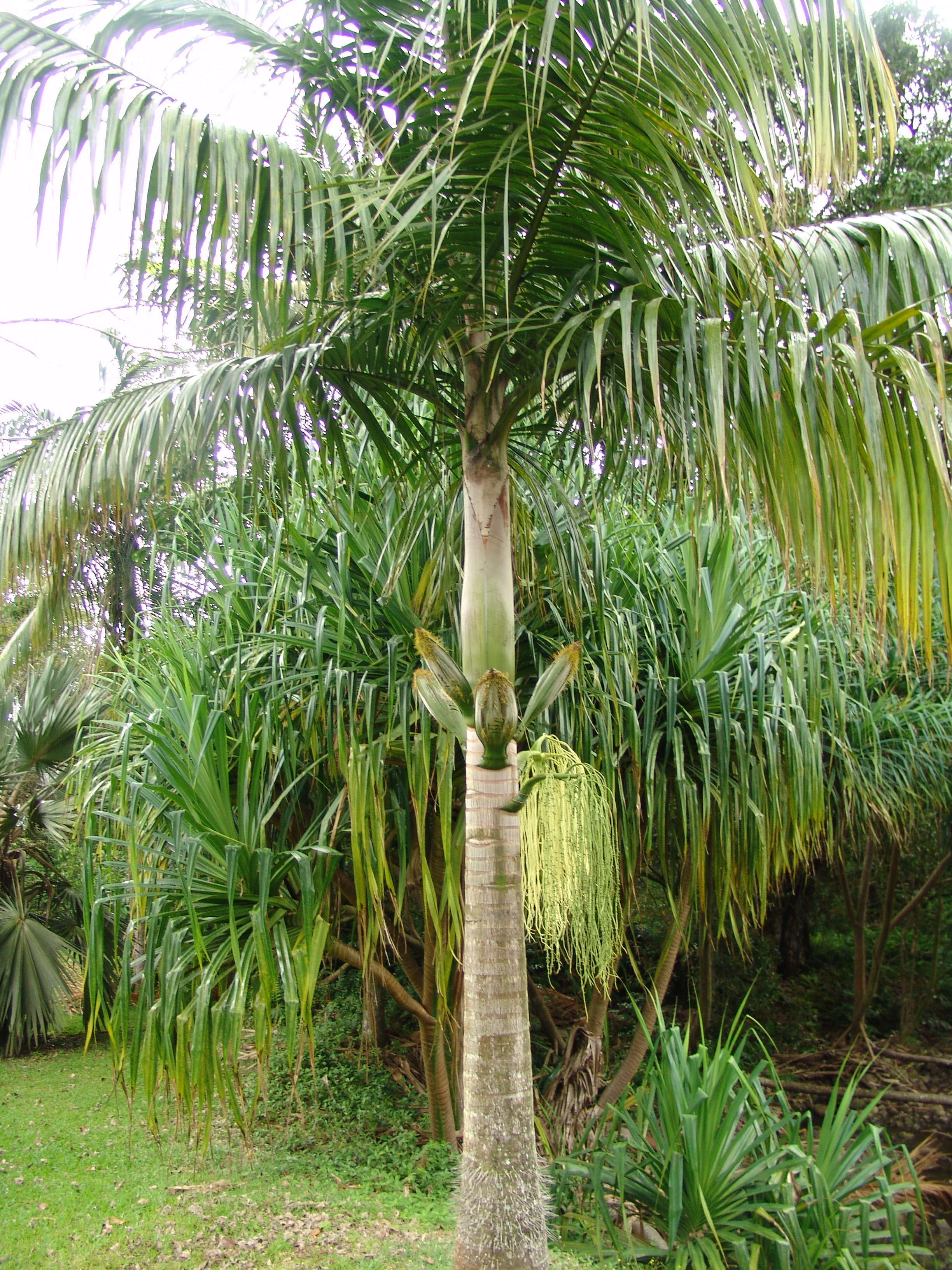
Deckenia nobilis

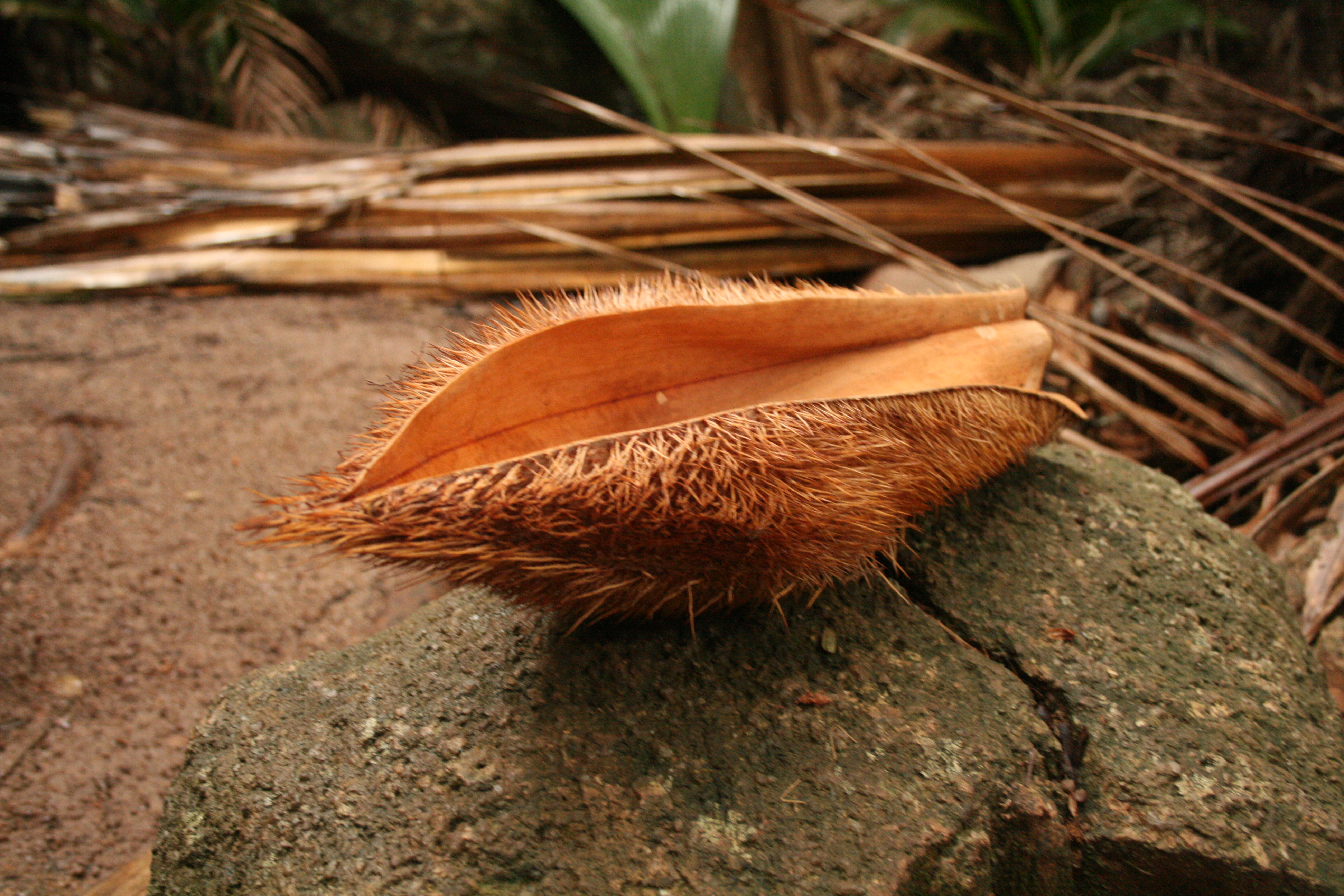
Herabgefallene Spatha

Deckenia nobilis ist eine ursprünglich auf den Seychellen beheimatete Palmenart, die alleine die Gattung Deckenia bildet.

## Merkmale
Deckenia ist eine einstämmige, monözische Palme. Der Stamm kann eine Höhe von 30 und mehr Metern erreichen, wobei der Durchmesser 45 cm nicht übersteigt. Der Stamm ist äußerst gerade, meist hellgrau, wobei die Ringe der Blattnarben dunkler sind. Der Kronenschaft ist zylindrisch, unten etwas breiter, und meist hellgrün, seltener blaugrün bis purpurn. Junge Palmen sind am Stamm, dem Kronenschaft und den Blattstielen dicht mit 5 bis 7,5 cm langen Dornen besetzt. Diese verschwinden allmählich mit zunehmendem Alter, sodass die Bäume unbewehrt sind, wenn sie eine Höhe von etwa 3,6 Metern erreicht haben.
Die Krone ist groß und rund. Die Blätter sind 3 bis 3,6 m lang und gefiedert. Die Fiederblättchen sind ein bis 1,3 m lang, lineal-lanzettlich, dunkelgrün und schlaff bis halb hängend. Die Blattrhachis ist meist in der Mitte gedreht, sodass die apikale Hälfte des Blattes in einer senkrechten Ebene steht.
Die Spatha der Blütenstände ist stachelig, unabhängig vom Alter des blühenden Baumes. Die Blütenstände entstehen aus Knospen unterhalb des Kronenschafts. Sie sind ein Strauß von gelben Zweigen, an denen sowohl männliche wie weibliche Blüten sitzen. Die Früchte sind klein, eiförmig und schwarz.

## Verbreitung und Standorte
Deckenia ist auf den Seychellen endemisch. Sie wächst im Regenwald auf Hügeln, Abhängen und niedrigen Bergen, meist in Sichtweite der Küste, aber auch bis in 2000 m Seehöhe. In manchen Gebieten bildet sie dichte Kolonien, die durch das abfallende Laub das Wachstum jeglicher Vegetation unter ihnen, auch das von eigenen Sämlingen, unterbinden. Die Art ist durch den Verlust des Lebensraums und durch das Sammeln der Palmherzen gefährdet.

## Systematik
Deckenia nobilis ist die einzige Art der Gattung Deckenia. Sie wird innerhalb der Familie Palmengewächse in die Unterfamilie Arecoideae, Tribus Areceae, Subtribus Oncospermatinae gestellt.
Der Gattungsname ehrt den deutschen Afrikaforscher Karl Klaus von der Decken (1833–1865); das Artepitheton bedeutet edel und bezieht sich auf die Größe und Erscheinung der Art.

## Nutzung
Deckenia wird in tropischen Gebieten als Zierpflanze gezogen, ihrer Verbreitung sind aber durch ihre starke Kälteempfindlichkeit Grenzen gesetzt. Sie benötigt hohe Feuchtigkeit, humusreichen Boden und nach dem Sämlings-Stadium volles Sonnenlicht.
Die Palmherzen werden gegessen, unter anderem als Salat zubereitet. Die Art bzw. der aus ihr bereitete Salat wird auch als „Millionärssalat“ bezeichnet.